# Jonathan Marland
Jonathan Peter Marland (né le 14 août 1956) est un homme d'affaires et homme politique britannique, du Parti conservateur.

## Carrière dans les Affaires
Marland fait ses études à la Shrewsbury School. Marland est l'un des directeurs fondateurs de Jardine Lloyd Thompson Group plc, une entreprise d'assurance multinationale. Il dirige les acquisitions ou les investissements de Janspeed Ltd, Hunter Wellington Boots, Insurance Capital Partners, Jubilee Holdings Ltd, le magazine The Cricketer et Eco World Management and Advisory Services (UK) Ltd.
Il est membre du comité consultatif des investissements de la Kuwait Investment Authority.
Il est l'un des propriétaires de SCL Group et de Cambridge Analytica, après avoir été convaincu par Nigel Oakes d'investir dans une société qui devrait se concentrer sur "la sécurité et le conseil militaire" ,,.

## Carrière politique
Marland est le candidat conservateur pour le siège cible de Somerton et Frome aux élections générales de 2001, venant deuxième derrière le député libéral démocrate sortant, David Heath.
Il reçoit une pairie à vie le 8 juin 2006 en tant que baron Marland, d'Odstock dans le comté de Wiltshire. En 2015, il reçoit l'Ordre du mérite de Malte.
Il est trésorier du Parti conservateur de 2003 à 2007, puis devient un élément clé de l'équipe de campagne de Boris Johnson au poste de maire de Londres.
En 2009, Marland est nommé whip de l'opposition à la Chambre des lords, ainsi que porte-parole de l'opposition pour le Cabinet Office et le ministère de l'Énergie et du Changement climatique.
En 2010, Marland est nommé ministre au ministère de l'Énergie et du Changement climatique .
En mai 2011, il est nommé président des British Business Ambassadors par UK Trade & Investment (UKTI) .
En 2012, Marland est nommé Ministre de la Propriété Intellectuelle au Département des Entreprises, de l'Innovation et des Compétences.
Il est l'envoyé commercial du Premier ministre entre 2011 et 2014. En 2014, il devient président du Commonwealth Enterprise and Investment Council .

## Autres postes
Marland s'intéresse aux arts et au sport. Il est président de Tickets for Troops, président du Guggenheim UK Charitable Trust and Atlantic Partnership, patron du Salisbury and South Wiltshire Cricket and Hockey Club et membre de la Royal Society of Arts. Il est membre du conseil d'administration du musée Peggy Guggenheim et administrateur du Commonwealth Walkway Trust.
Il est auparavant président du Churchill Centre (jusqu'en 2019) et président du Sports Nexus Trust et du Harnham Water Meadows Trust. Il est président du Salisbury City FC et est membre du MCC. En janvier 2009, il se présente contre Giles Clarke pour la présidence de la England and Wales Cricket Board mais échoue, bien qu'il se soit engagé à lever un fonds de capital de 100 millions de livres pour le développement dans les 18 comtés s'il était élu président .
Il est un ancien administrateur du Holburne Museum de Bath et membre du conseil de développement de la Royal Academy of Arts .

## Vie privée
Marland est marié à Penny, un agent de probation, et ils ont quatre enfants . Lady Marland est haut shérif du Wiltshire en 2017 .